# Cool with You: The Platinum Collection
Cool with You: The Platinum Collection è la prima raccolta di Jennifer Love Hewitt, pubblicata nel 2006.

## Tracce
1. Cool with You (Bell/Palmer) – 3:21
2. Our Love (Don't Throw It All Away) (Gibb/Weaver) – 4:01
3. I Always Was Your Girl (Thorn/Watt) – 4:34
4. No Ordinary Love (Cox/Stephens) – 4:07
5. Never a Day Goes By (Cohen) – 4:14
6. Don't Push the River (Cohen) – 3:39
7. Can't Stand in the Way of Love (Cryant/Lucci/Stewart) – 3:54
8. Don't Turn Your Head Away (Kaye/Montrone) – 4:33
9. I Believe In (Bryant/Lucci/Stewart) – 4:35
10. Last Night (Cohen/Zizzo) – 4:18
11. You Make Me Smile (Desmond/Montrone/Toppano) – 4:15
12. Baby I'm a Want You (Gates) – 3:48
13. I Want a Love I Can See (Robinson, Smokey) – 3:51
14. Everywhere I Go (Pomerantz/Smith/Stober) – 4:15
15. The Greatest Word (Cohen/Reeves) – 4:17
16. Never a Day Goes By [Acoustic] (Cohen) – 4:18